# Janatella ianthe
Janatella ianthe är en fjärilsart som beskrevs av Fabricius 1781. Janatella ianthe ingår i släktet Janatella och familjen praktfjärilar. Inga underarter finns listade i Catalogue of Life.